# Trockenfleisch

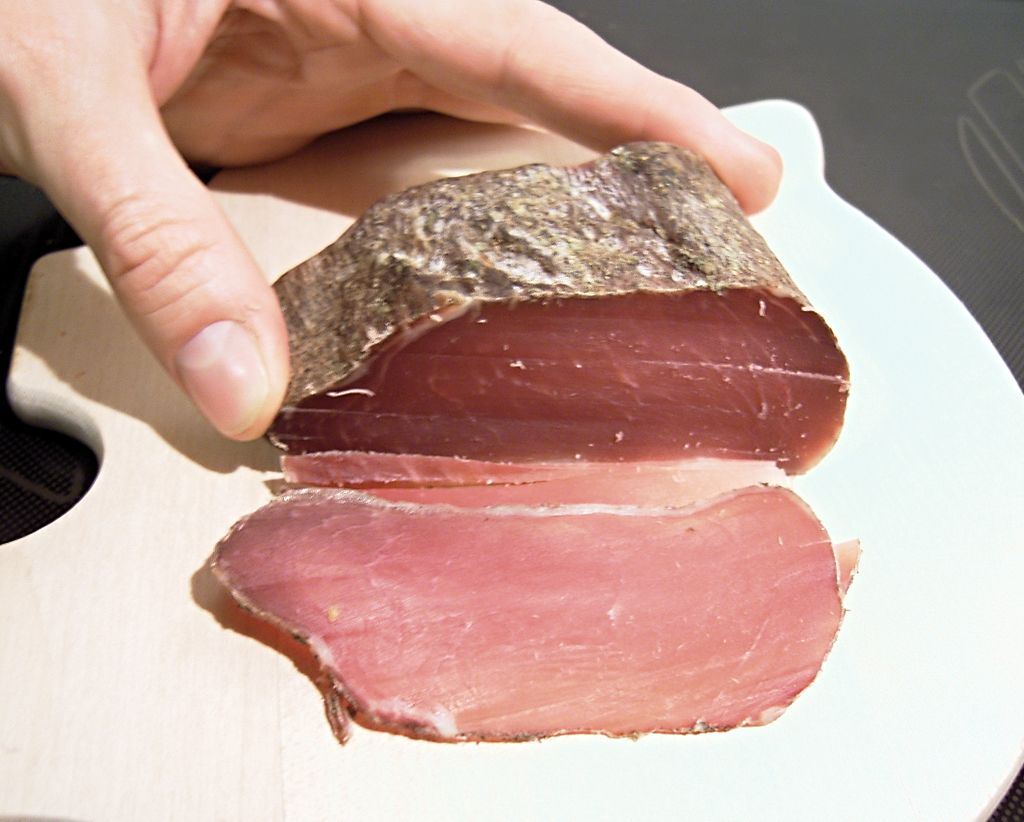
Trockenfleisch aus dem Wallis

Trockenfleisch oder Dörrfleisch ist durch Lufttrocknung konserviertes Fleisch, das sowohl aus rohem als auch aus erhitztem Fleisch oder Fleischprodukten hergestellt werden kann. Die heute eingesetzten Verfahren sind – neben der traditionellen Lufttrocknung – der Heißluftstrom (40 bis 60 °C), Vakuumtrocknung (heißes Fett) oder die schonende Gefriertrocknung. Wesentlich ist der gleichmäßige Wasserentzug im ganzen Erzeugnis, nicht nur an der Oberfläche. Trockenfleisch hat weniger als 10 Prozent Wassergehalt. Luftgereifte, luftgetrocknete, langgereifte, naturgereifte und ähnliche Schinken bestehen dagegen zwischen 60 und 70 Prozent aus Wasser.
Durch das Trocknen wird der aw-Wert soweit vermindert, dass Schimmelpilze und Hefen nicht mehr vermehrungsfähig sind. Rehydrierbarkeit, Aroma und Wasserbindung sind wichtige Kriterien für ein qualitativ hochwertiges Endprodukt; wobei die Fettoxidation sowie die Maillard-Reaktion die Lagerfähigkeit begrenzen. Rehydratisiertes Trockenfleisch kommt geschmacklich und sensorisch dem Frischfleisch umso näher, je besser Qualität der Ausgangsware und der Trocknungsbedingungen sind. So wird aus schlachtwarmem Fleisch bessere Qualität als aus Fleisch nach der Totenstarre erzielt, da es ein ausgezeichnetes Wasserbindungsvermögen besitzt.

## Regionale Arten von Trockenfleisch
In Südafrika gibt es Biltong aus Wild oder Rind, das auf hölzernen Gestellen an Luft und Sonne getrocknet wird. Andere Trockenfleischerzeugnisse sind Pemmikan aus Nordamerika, in Portugal und Brasilien gibt es das Carne seca und Carne de Sol, Tassajo in Uruguay, Dendeng auf den Malaien, im weiteren Südamerika Charqui, in der Türkei Pastırma. Des Weiteren sind noch das niedersächsische Nagelfleisch und die Thüringer Landjäger bekannt. Bündnerfleisch ist eigentlich kein Trockenfleisch, da es noch 45 % Wasser enthält. Es kann sich um Fleischstücke handeln, die im Ganzen getrocknet worden sind und vor dem Verzehr in Scheiben oder kleinere Teile geschnitten werden. Eine andere Möglichkeit ist, das Fleisch schon vor dem Trocknen in Streifen zu schneiden, was eine schnellere Trocknung ermöglicht und ein verzehrfertiges Trockenfleisch ergibt.
Rohe Fleischstücke (z. B. vom Rind, Schwein, Schaf, Ziege, Wild oder Pferd) werden getrocknet, indem man sie in einem Gemisch von Salz, Kräutern und Gewürzen lagert und anschließend einige Tage oder mehrere Wochen luftig zum Trocknen aufhängt. Große Teile wie etwa Schinken trocknen bis eineinhalb Jahre. Der Gewichtsverlust kann dabei 40 bis 50 %, teils noch mehr betragen. Es bilden sich mit der Zeit die typischen Aromen, woran auch der Edelschimmel beteiligt ist, der sich auf der Oberfläche jedes Stückes bildet.
Trockenfleisch war in Europa einmal ein Grundnahrungsmittel der Bergbauern. Inzwischen ist es zu einem der teuersten Fleischstücke geworden. In der Schweizer Region Wallis ist man stolz auf das regionale Walliser Trockenfleisch, das dort nur aus Rindfleisch hergestellt wird, ähnlich dem Bündnerfleisch oder dem Veltliner Bresaola. Die Angabe Walliser Trockenfleisch ist geschützt.
Auch in anderen Gebieten der Erde ist die Methode der Haltbarmachung von Fleisch durch Trocknung weit verbreitet. In Spanien etwa ist die Cecina bekannt. Das amerikanische Beef Jerky besteht aus zuvor marinierten, getrockneten Fleischstreifen. In der Mongolei wird Yakfleisch zu Borts verarbeitet.

Traditionelle Trockenfleischherstellung im Kanton Graubünden
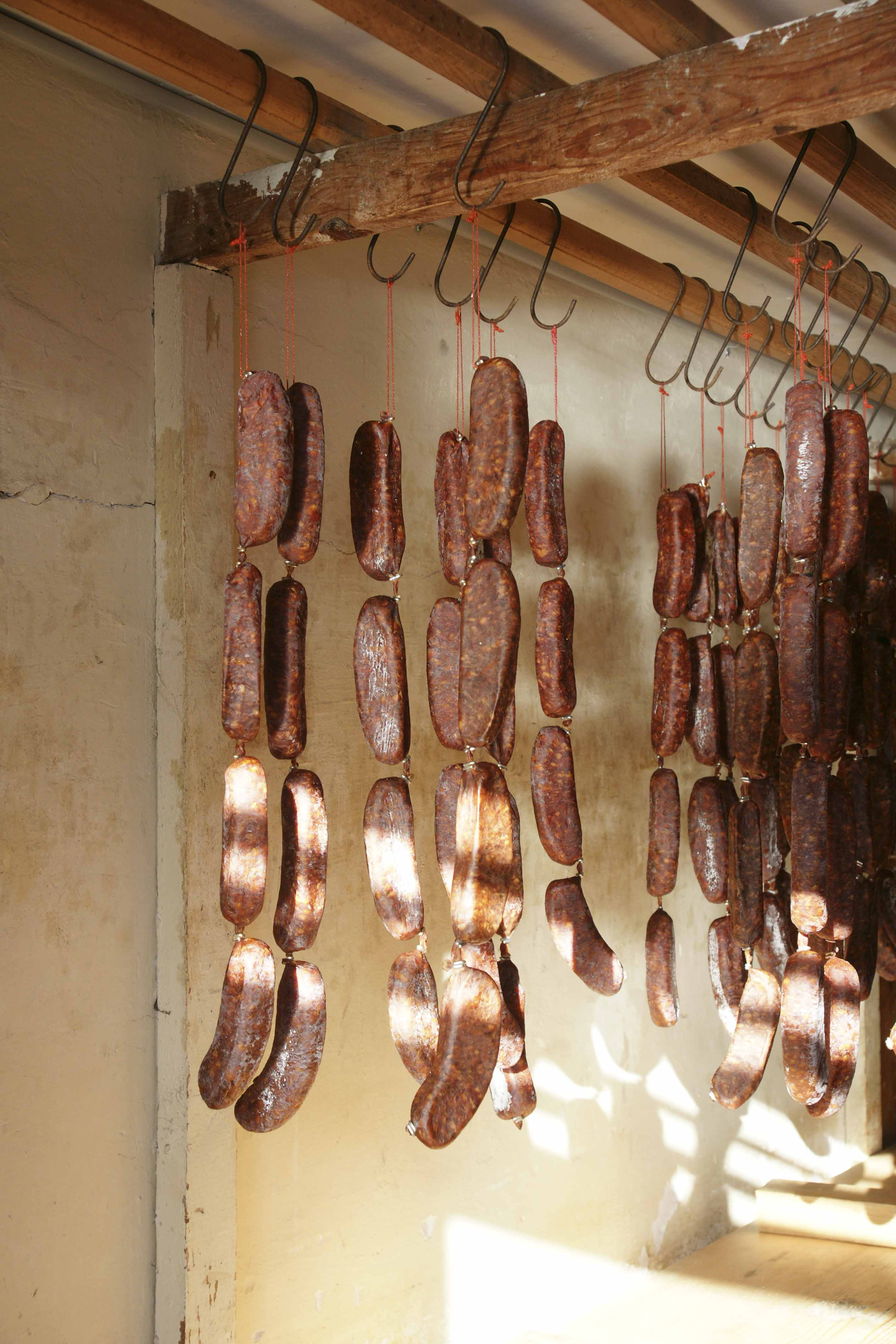
Würste
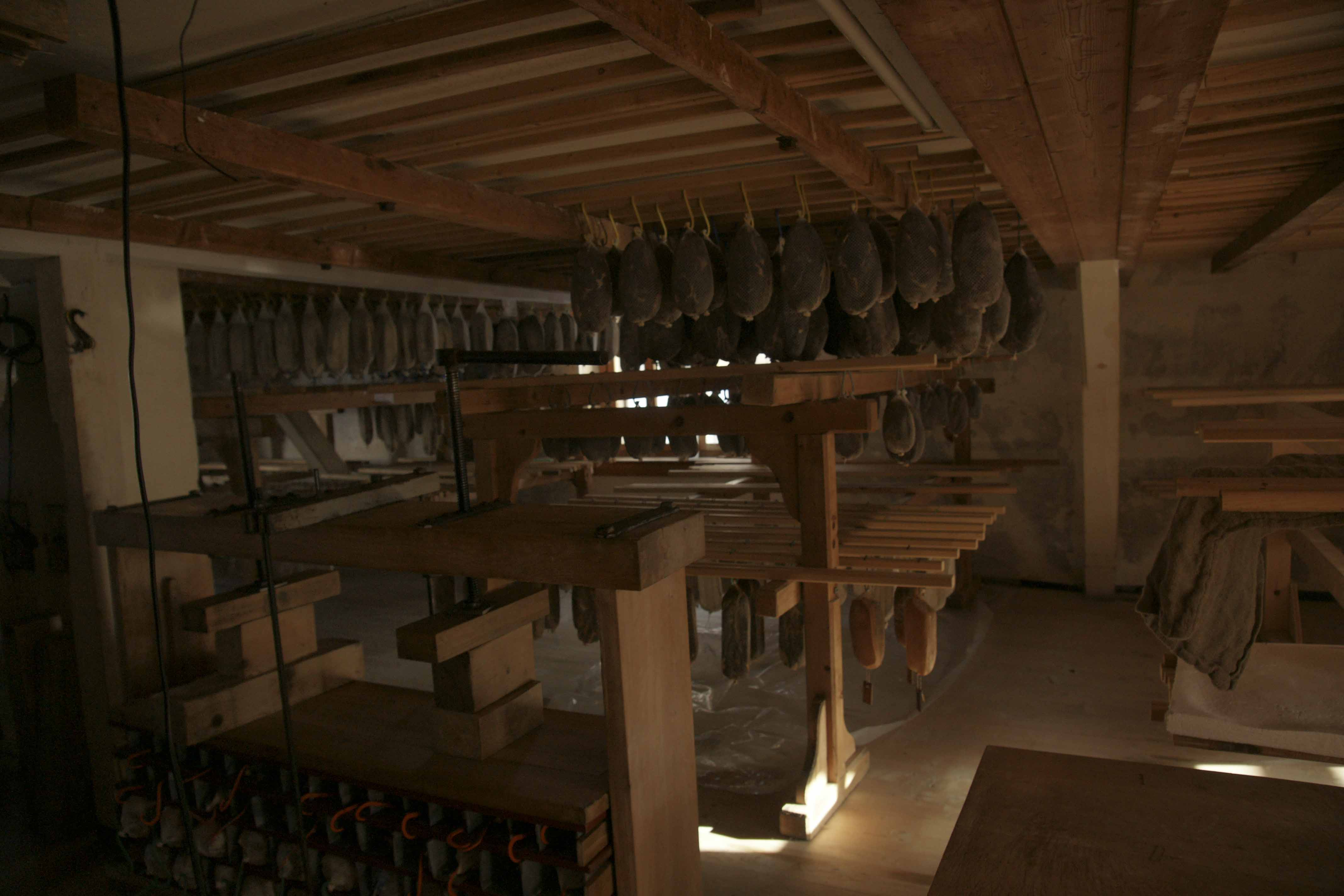
Schinken
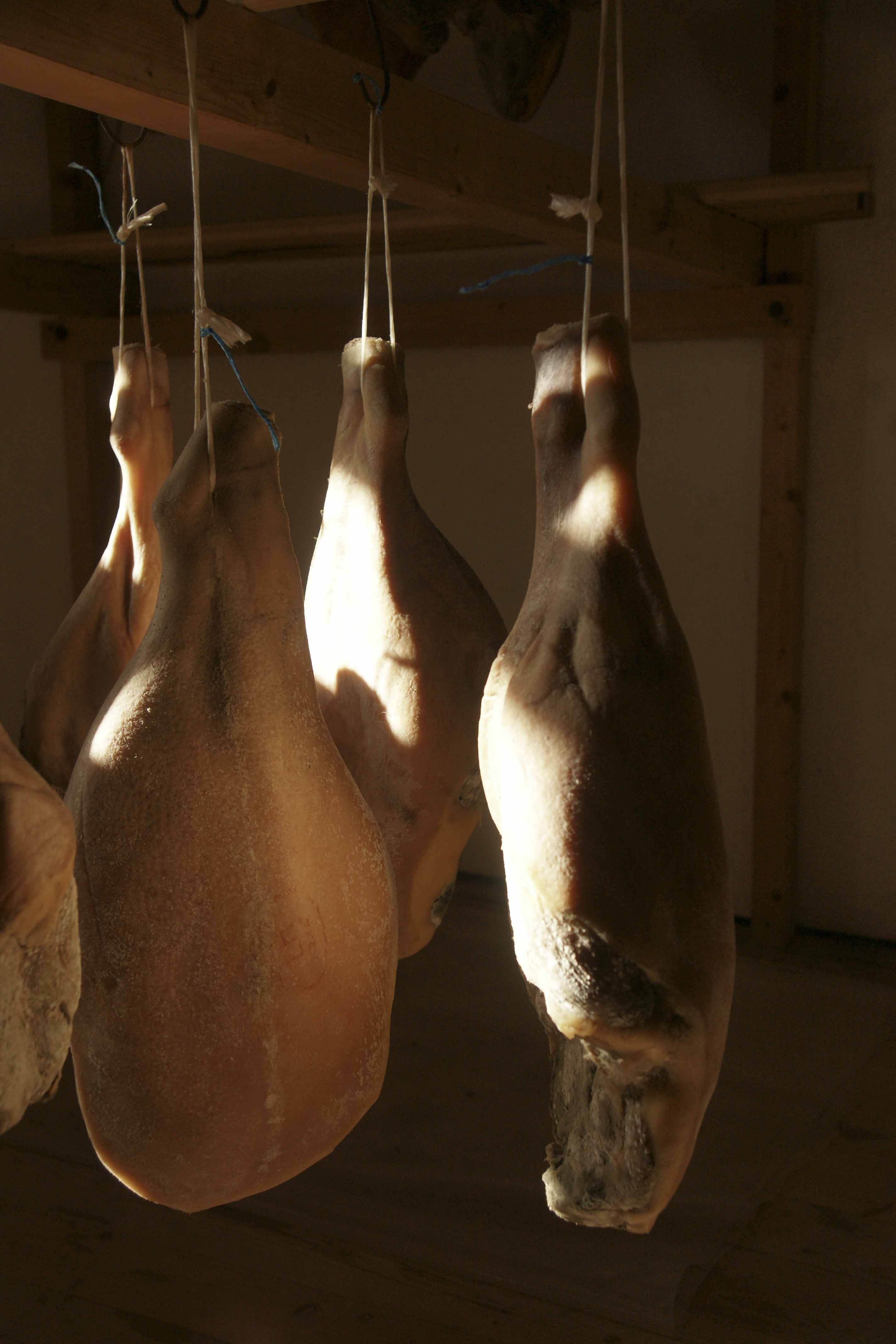
Schinken
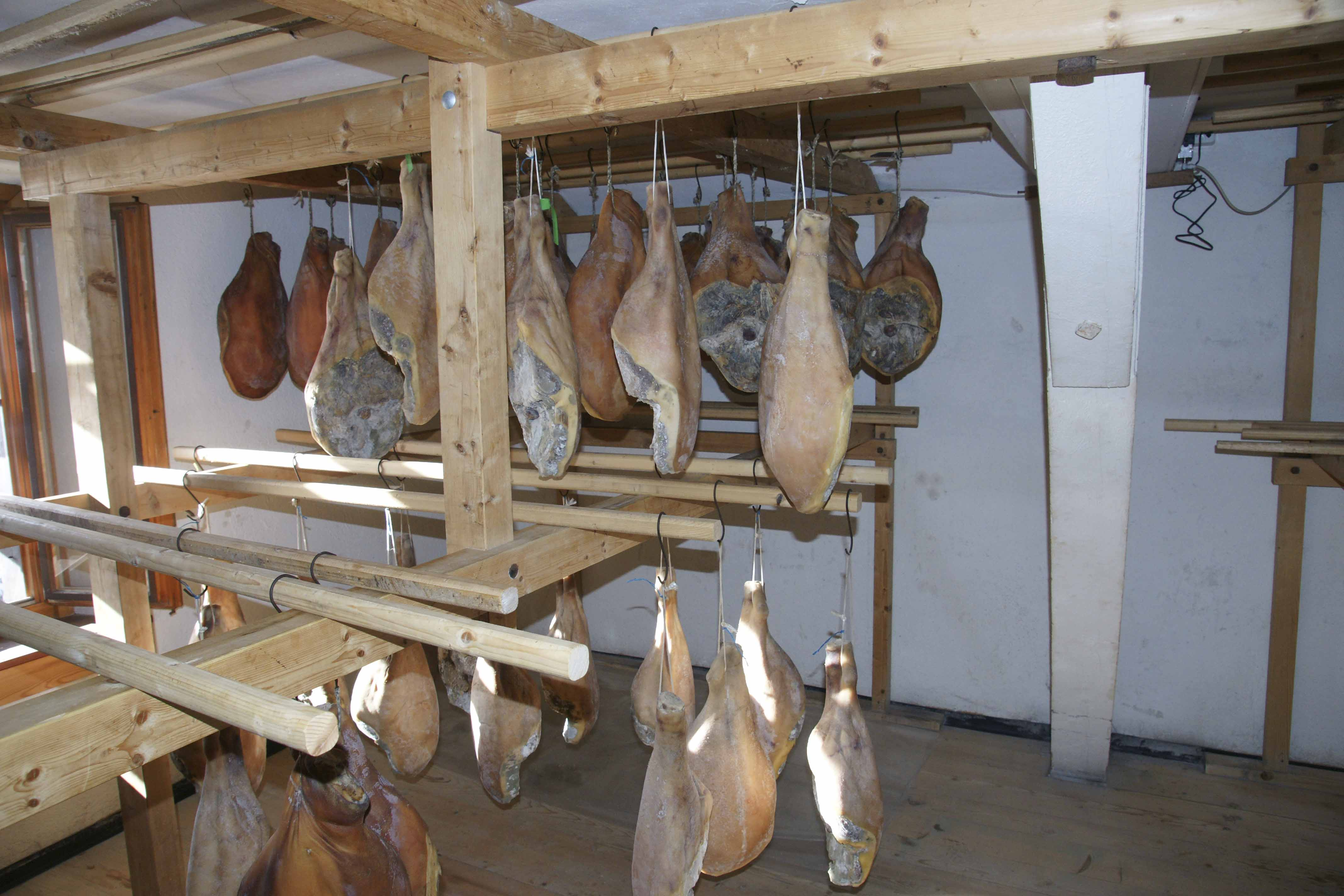
Schinken